# Olumuyiwa Benard Aliu

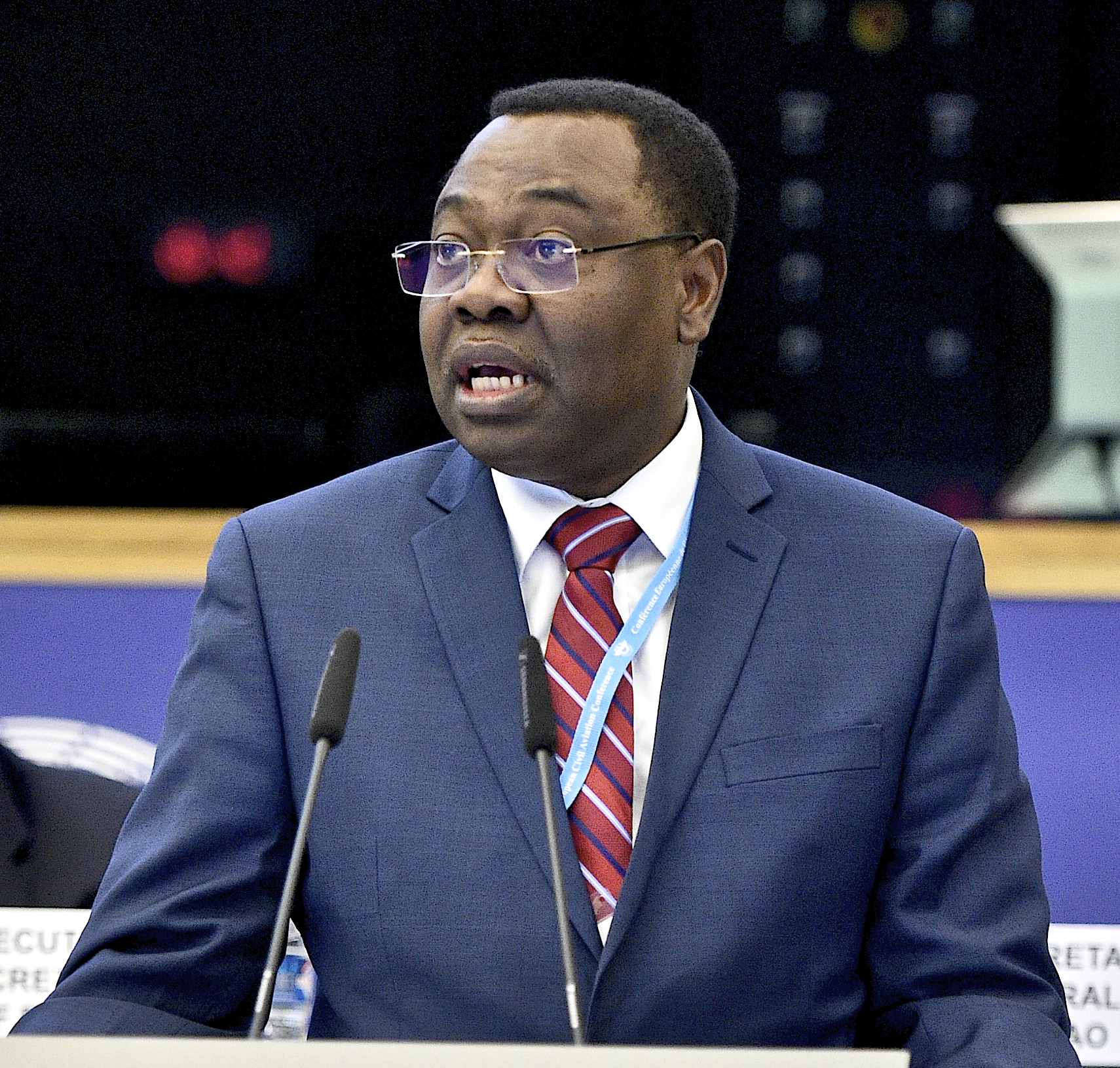
Olumuyiwa Benard Aliu (2018)

Olumuyiwa Benard Aliu (* 13. April 1960 in Nigeria) ist ein nigerianischer Luftfahrtingenieur und war 2014 bis 2019 Präsident des Rates der Internationalen Zivilluftfahrtorganisation (ICAO).

## Herkunft und Ausbildung
Olumuyiwa Benard Aliu wurde am 13. April 1960 in Nigeria geboren. Er studierte Luft- und Raumfahrttechnik und Luftfahrtrecht am Institut für Zivile Luftfahrttechnik in Kiew und schoss 1987 mit einer Promotion ab. 2005 erwarb er ein Diplom in  Civil Aviation Management bei der International Air Transport Association (IATA). 2009 erwarb er sich an der kanadischen McGill University weitere Qualifikationen in Luft-  und Weltraumrecht.

## Karriere
Von 1988 bis 1999 war Aliu in verschiedenen leitenden Funktionen beim nigerianischen Bundesministerium für Luftfahrt und bei der Bundesbehörde für Zivilluft (FCAA) tätig, von 2000 bis 2004 war er Direktor der „Nigerian Civil Aviation Authority“ (NCAA) mit Zuständigkeit für Luftverkehrssteuerung.
2005 wurde er als Vertreter Nigerias in Rat der ICAO entsandt, und war dort seither in verschiedensten Funktionen tätig. Er leitete unter anderem große Konferenzen beispielsweise zu alternativen Treibstoffen in der Luftfahrt (Rio de Janeiro 2009) oder Arbeitsgruppen zum Aufbau eines sicheren Flugverkehrssystems in Afrika (AFI-Plan 2008 bis 2013). Seit 2014 war Aliu der fünfte Präsident des Rates der ICAO. 2016 wurde er für weitere 3 Jahre in diesem Amt bestätigt.
Gelobt wurde Aliu für die Neuausrichtung der ICAO seit 2014, die er unter das Motto „Kein Land zurücklassen“ gestellt hatte. Besondere Anerkennung erhielt er 2016 für die Durchsetzung des Klimaschutzprogramms „CORSIA-MBM-System“. Am 1. Januar 2020 wurde er von Salvatore Sciacchitano abgelöst.

## Auszeichnungen
- 2018 Ehrenmedaille des Unabhängigkeitsordens von Äquatorialguinea[8]
- 2017 Ehrendoktor der Nationalen Luftfahrtsuniversität der Ukraine
- 2016 Ehrenmitglied des Hermes Air Transport Clubs
- 2015 Ehrendoktor in Rechtswissenschaften der Korea  Aerospace University (KAU)
- 2014 Ehrenbürger von Zhengzhou
- 2011 African Airlines Association (AFRAA) Individual Achievement Award
- 2010 African Aviation Leadership Individual Achievement Award[9]

## Privates
Aliu ist verheiratet und hat drei Kinder.